# 홍준표 (1873년)
홍준표(洪埈杓, 1873년~?)는 일제강점기 당시 일본에서 활동했던 사회기관단체인으로, 본적은 경기도 여주군이다.

## 생애
1896년 1월 29일부터 2월 8일까지 법부 법률기초위원을 역임했으며 당시에는 9품에 서위되어 있었다. 1896년 이후에 일본으로 이주했고 1907년 5월 31일 교원검정회 검정시험에 합격했다.
1919년 3·1 운동이 일어나면서 조선에서 한일 병합 조약 체결 이전의 상태로 돌아가 조선이 독립해야 한다는 의식이 고양되고 있을 때, 일본 측은 내선융화의 논리로 독립 요구에 맞섰다. 홍준표는 3·1 운동 직후인 1919년 4월 26일에 조선인에게 일본어를 교육하자는 이른바 제국내선어학원 설립 운동을 벌여서 이같은 논리에 동조했다. 홍준표의 일본어 교육 운동은 "잘못된 조선인의 독립운동을 걱정하여" 시작된 것으로 보도되었다.
1919년 5월 2일에는 《매일신보》에 재일 조선인 청년들에게 보내는 경고문을 게재했다. 홍준표는 이 경고문에서 3·1 운동의 사상적 뒷받침이 된 민족자결주의는 "같은 나라 안에서 여러 민족이 혼재하는 유럽과 같은 곳에서나 주장할 것이지 동양 민족 특히 조선에서는 주창(主唱)할 것이 아니다."고 주장하는 한편 일본과 조선은 본래부터 같은 민족이므로 재일 조선인 학생들의 독립 요구는 "경거망동"이라고 비난했다. 이러한 활동은 계속되어 1920년 10월 1일에는 "우리 조선 청년에게 경고하노라"라는 서한을 사이토 마코토 조선총독에게 발송했다.
1921년 11월 3일에는 내선융화를 주장하는 격문을 작성한 뒤 총 50만 장을 인쇄하여 조선 및 간도 지역에 뿌렸다. 같은 해 재미교포에게 발송한 격문에서 홍준표는 그 동안의 총독 통치를 통해 인민의 복지가 향상되어 왔다며 일부 재미교포들의 독립운동 참가는 동포에게 누를 끼치고 국제 분규를 일으키는 일이라며 반성을 촉구했다. 이처럼 활발한 활동으로 인해 홍준표는 양근환의 칼에 맞아 사망한 민원식의 뒤를 잇는 "친일파의 거두"로 불렸으며 1921년 10월 14일에는 자신을 만나러 온 조선인 학생들을 암살범으로 오인하고 구타하여 고소를 당한 적도 있었다.
1926년 8월 1일 일본 나가사키시에서 열린 아세아민족대회에서 조선 대표로 참석했다. 이 대회는 전아세아민족협회가 일본의 제국주의적인 팽창주의를 옹호하기 위해 열린 행사였다. 1926년 7월 30일 재일 조선인 노동조합이 발표한 연합 성명서에는 조선 대표로 선임된 홍준표와 이기동, 박춘금, 이동우 등을 "평소 조선 민중의 적"으로 지목했으며 이들이 조선 민중을 대표할 자격이 없다고 비난했다.
홍준표는 직업적인 친일 이론가로 활동하면서 사이토 마코토 조선총독과도 자주 면담하였고 1930년에는 사이토 마코토 조선총독에게 조선 사상 대책을 제안한 일도 있었다. 이 대책안은 조선 독립을 요구하는 사상은 "일종의 악화사상"이라고 규정하는 한편 일부 단체를 거론하면서 "불평분자의 집합단"이라고 비난하고 있다. 홍준표의 결론은 조선에 밀정 기구를 설립하여 위험한 사상을 가진 단체와 인물을 정찰, 감시, 정복해야 한다는 것이었다.
1934년 12월 16일 대일본주의를 주창한 단체인 동아신흥연맹을 결성한 뒤 위원장에 올랐다. 1935년 1월 27일에는 이동화 등 자신에 반대하는 일부 회원들을 동아신흥연맹에서 제명시켰다. 1935년 4월 27일에도 동아신흥연맹과 유사한 단체인 동아연맹을 결성했다. 동아신흥연맹은 "일본 정신 선양"을 첫 번째 강령으로 내세우며 출범한 단체였으며 동아연맹 역시 "제국주의 선양"과 일본을 맹주로 한 동아시아의 대강국화, 아시아 공통 언어의 확립을 주장했다.

## 사후
2007년 대한민국 친일반민족행위진상규명위원회가 발표한 친일반민족행위 195인 명단에 포함되었고 2008년 발표된 민족문제연구소의 친일인명사전 수록예정자 명단 해외 부문에도 선정되었다.

## 같이 보기
- 동아신흥연맹

## 참고자료
- 친일반민족행위진상규명위원회 (2009). 〈홍준표〉. 《친일반민족행위진상규명 보고서 Ⅳ-19》. 서울. 787~799쪽.